# Vulnerables (película)
Vulnerables  es una película española de 2012 dirigida por Miguel Cruz y protagonizada por Paula Echevarría.
Ha sido nominada a la 27 edición de los Premios Goya 2013.

## Resumen
Tras un parto prematuro, Carla, una madre primeriza, se mudará a la vieja finca familiar manchega, pero allí se verá obligada a enfrentarse a los fantasmas del pasado.

## Argumento
Carla (Paula Echevarría) tras dar a luz a Lucía prematuramente, a los 6 meses, decide mudarse al pueblo de su familia para la buena salud de su hija. Sin embargo, a ella no es que le haga mucha ilusión, pues volviendo a ese pueblo sus padres tuvieron un accidente y se mataron, y ella tuvo que ir al internado. Cuando llega, Marcial (Joaquín Perles), que lleva a cargo el mantenimiento de la casa desde que Manuel del Corral (el padre de Carla) murió, le ha preparado la habitación, y su hijo Marcos (Álvaro Daguerre) se lleva a pasear a la niña, asustando así a Carla. Sin embargo, todo cambia cuando Carla descubre que la madre de Marcos y mujer de Marcial está muerta. La primera noche escucha ruidos extraños en la habitación de la bebé, pero no hay nadie...
Al cabo de unos días, varias personas en el pueblo le dicen a Carla lo malo que es Marcos, tanto que se empieza a asustar. Al regresar a la casa, decide llamar a una amiga suya psicóloga, Sonia, quien le habla de que quizá Marcos tenga un trastorno de personalidad, o que sea bipolar. Investigar en internet le lleva a descubrir la existencia de los doppelgängers, el doble fantasmagórico demoníaco que todos tenemos y con el que todos podemos coincidir en un momento dado. Poco después llega Marcial, y Carla le habla de que quizá Marcos tenga un trastorno de bipolaridad, cosa que Marcial desmiente por completo. Al despertar, hay una frase pintada en la pared: "Por vuestro bien, largo de aquí". Es entonces cuando Carla decide ir a la casa del abuelo de Marcos, quien le dice que "ese niño es un demonio" y le enseña un primer dibujo donde  sale una mujer ahogada en el río (tal y como murió su abuela), un segundo dibujo de los niños de la escuela tachados (Marcos le pegó una paliza a un niño) y un tercer dibujo en el que había un cochecito de bebé en el cementerio. Al llegar Marcial está poniendo en funcionamiento la piscina mientras Carla lo graba, pero en algún momento, Marcos entra a la casa a beber agua. Entonces, mientras Carla está dándole agua a Marcos dentro de la casa, aparece otro Marcos saliendo de un enzarzado, un Marcos que sólo puede ser visto a través de la cámara... Para cuando pasa esto Carla tiene en su mente un escalofriante presente al ver que sólo ella puede ver esto que la atormenta día a día e intenta grabar todo para así mostrar la evidencia de que Marcos la ha estado persiguiendo durante las noches. Lo que no sabe Carla es que todo esto sólo vive en su mente.

## Reparto
- Paula Echevarría: Carla
- Joaquín Perles: Marcial
- Álvaro Daguerre: Marcos
- Mara Blanco: Sonia[5]
- Pablo Vega: Nacho